# National Progressive Party (Kiribati)
National Progressive Party – partia polityczna z Kiribati. Macierzysta partia pierwszego prezydenta kraju, Ieremia Tabai oraz jego następcy, Teatao Teannakiego. W wyborach parlamentarnych w 2003 wystąpiła wspólnie ze zwycięskim ugrupowaniem Protect the Maneaba.
Obecnym liderem partii jest doktor Harry Tong, dwukrotny kandydat na fotel prezydenta kraju.